# Signoria di Cesarea

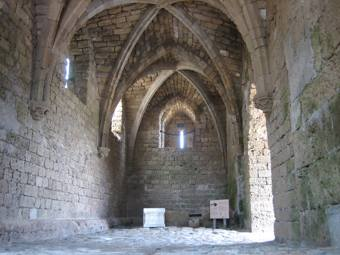
Cesarea Marittima, entrata principale alla città crociata, costruita secondo l'uso orientale, comprende due portali posti ad angolo retto.

La Signoria di Cesarea era un vassallo del regno crociato di Gerusalemme.
Il suo territorio si estendeva lungo il litorale tra Arsuf ed Haifa.

## Storia
Cesarea fu conquistata nel 1101/2 da Baldovino I, durante la Prima crociata, la città, seppure in una fase di decadenza, era ancora molto ricca.
A Cesarea i genovesi trovarono un calice di vetro verde che essi identificarono come il Graal e portarono a Genova, dove è tuttora conservato nel Museo del tesoro della cattedrale di San Lorenzo.
I Crociati ricostruirono la città, la dotarono di possenti fortificazioni e ne fecero la sede della signoria.
Brevemente occupata da Saladino nel 1187 fu riconquistata da Riccardo Cuor di Leone nel 1191 e restituita al suo legittimo signore.
Nel 1217 iniziò la ricostruzione delle fortificazioni eliminate da Saladino ma queste furono smantellate da al-Muʿaẓẓam ʿĪsā nel 1219.
I lavori iniziarono di nuovo nel 1228 e furono portati a termine nel 1251 da San Luigi IX di Francia.
Nel 1266 fu definitivamente conquistata dai Mamelucchi, che si assicurarono che non ci sarebbero state altre battaglie sul sito - il cui porto era comunque insabbiato - radendo al suolo le fortificazioni, in linea con quanto praticato in altre città costiere ex-crociate.

### Arcidiocesi di Cesarea
Era una delle quattro archidiocesi del Regno, sede dell'Arcivescovo di Caesarea.
Gli storici cattolici hanno ricostruito un elenco di trentasei vescovi latini, il più famoso dei quali fu probabilmente Eraclio, dal 1101 al 1496.

### Signori di Cesarea
Arpino di Bourges potrebbe essere stato il primo signore, ma probabilmente il vero primo signore di Cesarea fu Eustachio I de Grenier:
- 1110 – 1123 : Eustachio I de Grenier, Signore di Sidone e signore di Cesarea,
  - sua moglie fu Emma, che in seguito si risposò con Ugo II du Puiset;

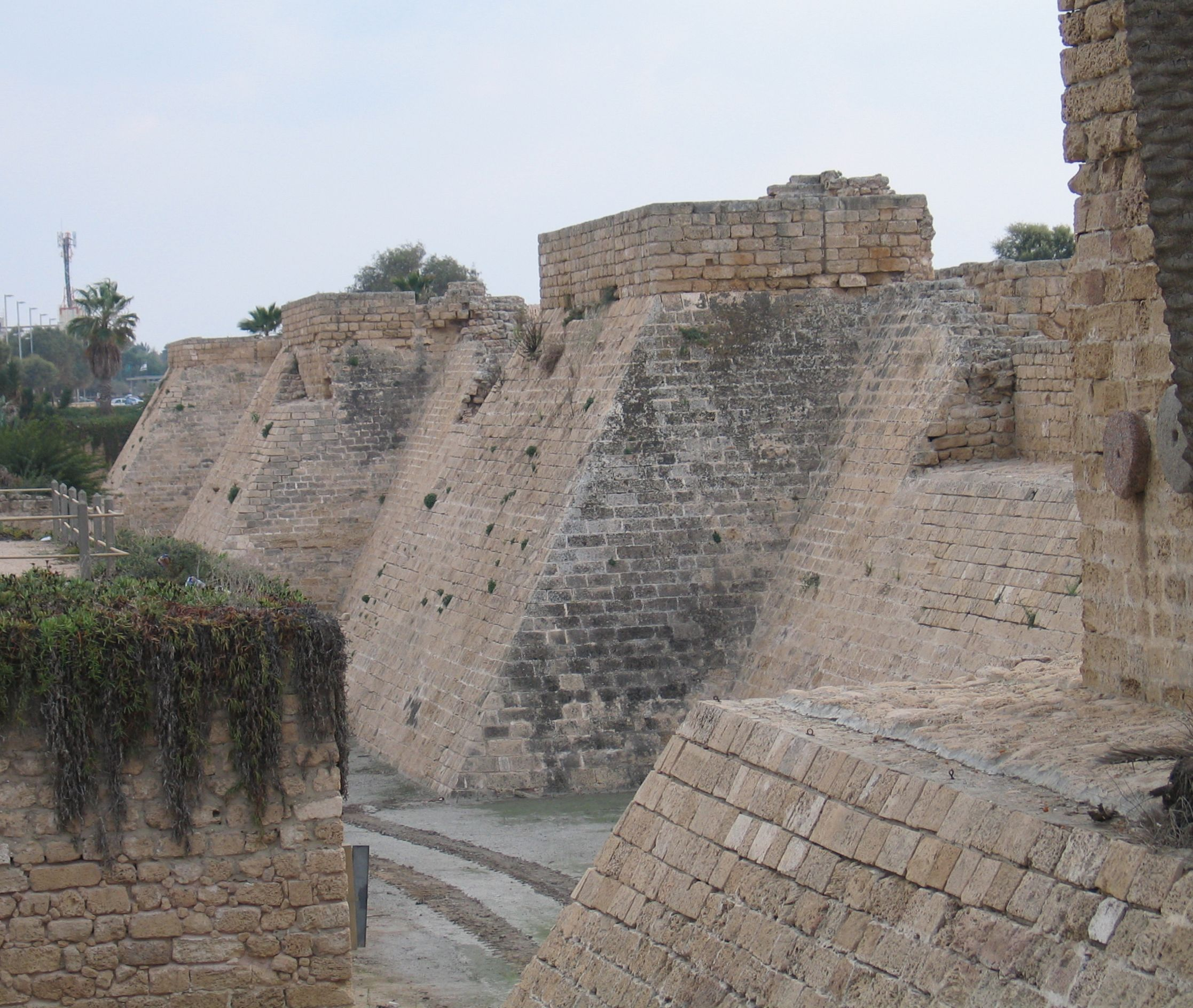
Le mura crociate di Cesarea.

- 1123 – 1154: Gualtiero I de Grenier figlio del precedente,
  - sua moglie fu Giuliana;

- 1154 – 1169 : Ugo de Grenier, figlio del precedente,
  - sua moglie fu Isabella Gotman, che in seguito si risposò con Baldovino di Ibelin;

- 1169 – 1187: Gualtiero II de Grenier, figlio del precedente;
- 1187 – 1192 : la signoria fu conquistata da Saladino;
- 1192 – 1219 : Giuliana de Grenier, sorella del precedente, con i suoi mariti:
  - 1192 - 1193 : Guido di Brisebarre, figlio di Guido I di Brisebarre, Signore di Beirut,
  - 1193 - 1219 : Ademaro di Lairon;

- 1219 – 1229 : Gualtiero III di Cesarea, figlio dei precedenti;
  - sua moglie fu Margherita d'Ibelin, vedova di Ugo II di Saint Omer, principe di Galilea;

- 1229 – 1239 : Giovanni I di Brisebarre, figlio del precedente,
  - sua moglie fu Alice de Montaigu;

- 1239 – 1264 : Margherita di Brisebarre, figlio del precedente,
  - con suo marito Giovanni l'Alemanno;

- 1264 – 1266 : Nicola l'Alemanno, figlio del precedente,
  - sua moglie fu Isabella d'Ibelin, Dama di Beirut;

- 1266 la signoria fu conquistata definitivamente dai musulmani, signori titolari furono:
  - Nicola l'Alemanno, (1266 – 1277)
  - Giovanni di Nevilles, (1384 – ?)
  - Giovanni Gorap, ?